# Guenzet
Guenzet là một đô thị thuộc tỉnh Sétif, Algérie. Dân số thời điểm năm 2002 là 4.571 người.